# Яп (острови)
Острови Яп (англ. Yap Islands) — острови в Тихому океані. Входять до складу штату Яп Федеративних Штатів Мікронезії. З 1986 р місто Колонія, розташована на островах Яп є столицею штату Яп, в рамках Федеральних Штатів Мікронезії. Складаються з 4 великих і десятка дрібних островів. Офіційна мова — англійська.

## Географія
Площа островів Яп становить 105,4 км². Від островів Палау Яп відокремлює близько 650 км. Острови Чуук (раніше Трук) знаходяться за 1440 км на схід від островів Яп.

### Острови
Найбільші острови:
- Яп (Yap) — 56,15 км²,
- Гагіл-Таміл (Gagil-Tomil) — 28,82 км²,
- Маап (Maap) — 10,64 км²,
- Румунг (Rumung) — 4,30 км².

Маленькі острови:
- Білеєгілі (Bileegiliy),
- Бій (Biy),
- Далмеєт (Dilmeet),
- Фангаамат (Fangaamat),
- Гарим (Garim),
- Митеатоу (Mitheathow),
- Паакеаль (Paakeal),
- Каелік (Qaelik),
- Руунгуч (Ruunguch),
- Тараанг (Taraang).

### Клімат
Клімат екваторіальний. Температури помірні і постійні. Середня температура протягом весняних та літніх місяців становить +28 °C і +26 °C протягом зими. Відносна вологість коливається в межах 65-100 %, середній щорічний показник дорівнює 83 %. Дощі сезонні (влітку).

### Природа
Чотири основних острова Яп розташовані на одному великому кораловому рифі. По колу острова оточує бар'єрний риф, відокремлений від острівної частини неглибоким протокою. У прибережних водах мешкає більше 200 видів коралів. Ця будова островів, характерне для більшості аналогічних тихоокеанських, пояснює різноманітність тваринного світу, що населяє прибережні води острова. Води острова рясніють рибою — мантами, губанами, дорадо та іншими. Коралові рифи населяють мурени, гігантські групери, морські вугрі та морські папуги.
Острови Яп густо вкриті тропічної рослинністю. Дерева підходять до самої кромки води, внаслідок чого великих довгих пляжів на островах небагато. Найбільш жваві пляжі розташовані на о. Маап.

## Історія

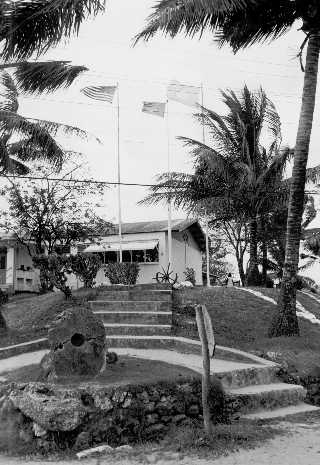
Будівля адміністрації США на о. Яп, 1970-ті роки

Відомо, що колись острова Яп були центром великий Япської імперії. Вона включала величезну територію Каролінських островів (протяжністю 1100 км), де кожен острів мав своє місце в ієрархії. Два рази на рік починався рух дарів від нижчестоящих до дих хто знаходився вище. Вся данина залишалася у вождів на островах Яп.
З XVII століття острови Яп були послідовно колоніями Іспанії, Німеччини, Японії. В 1947–1986 рр. вони перебували під опікою США.
У XVII столітті Іспанія оголосила Кароліни, куди входив о. Яп, своїм володінням. Документально зафіксоване відкриття о. Яп європейцями відбулося під час іспанської експедиції Альваро де Сааведра в 1528 році. Його відкриття було підтверджено іспанської експедицією Руї Лопеса де Вільялобос 26 січня 1543 року, який позначив їх як Лос Аррісіфес («рифи»).
Незважаючи на те, що Іспанія оголосила Каролінські острови своїм володінням, вона не змогла створити там свою адміністрацію, тому в 1885 році Німеччина пред'явила власні претензії на частину архіпелагу, в результаті чого вибухнула Каролінська криза. В 1899 році, після поразки Іспанії в війні з США, Німеччина викупила Каролінські острови у Іспанії.
В ході Першої світової війни в 1914 році острови були захоплені Японією, після закінчення війни згідно Версальського договору Каролінські острови були віддані Японії в якості «мандатної території». Під час Другої світової війни Кароліни були зайняті США, які з 1947 року управляли ними за мандатом ООН в складі Підопічної території Тихоокеанські о-ви. В 1979 році Каролінські острови отримали статус «вільно асоційованої з США території» (угода підписана в 1982 році). 3 листопада 1986 року утворені Федеративні Штати Мікронезії — суверенна держава у вільній асоціації з США. Острови Яп увійшли до складу федерації в якості однієї з чотирьох незалежних держав (штатів).

### Камені Раї

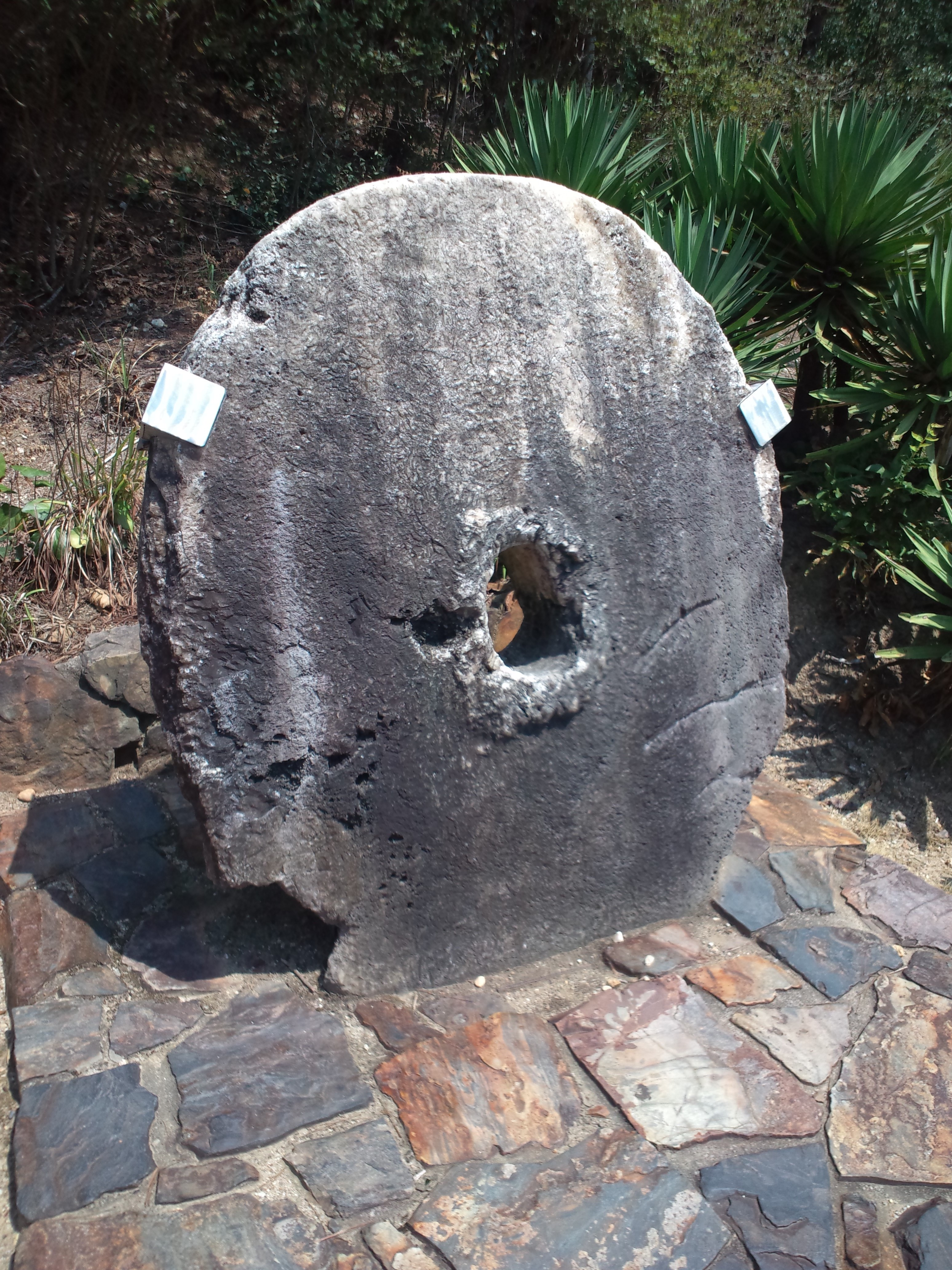
Камінь Раї.

Камені Рáї — великі кам'яні диски, виготовлені з арагонітового або кальцитового вапняку з отвором посередині. Раї добували на мікронезійських островах Палау (головним чином) і Гуам (нетривалий час) і перевозили на архіпелаг Яп, Мікронезія на каное або плотах для використання в якості грошей.
Відповідно до япської легенди, 500—600 років тому мореплавець Анагуманг вирушив з експедицією на пошуки каменя, придатного для виготовлення грошей, виявив його на Палау і повернувся з першою кам'яною монетою. Арагоніт і кальцит були відсутні на Япі, і тому виявилися цінним матеріалом. Спочатку Анагуманг наказав своїм людям вирізати камінь у формі риби, але залишився незадоволений. Наступна випробувана форма була півмісяць, але остаточно зупинилися на камені у формі «повного місяця» з отвором посередині для зручності транспортування за допомогою дерев'яної жердини.

## Населення
Населення островів Яп становить 7391 осіб (2000 рік). Основу місцевого населення складають представники мікронезійского народу Яп. Чисельність япців оцінюється від 500 чол. до 5 000 чол., з урахуванням метисів. Рідна мова острів'ян — япська, офіційна мова — англійська. Основна їжа остров'ян — плоди хлібного дерева, солодка картопля та кокосовий горіх. Головне джерело білка — риба, краби, молюски та свинина. У багатьох ресторанах поряд зі звичними міжнародними стравами пропонують місцеві делікатеси.

## Економіка

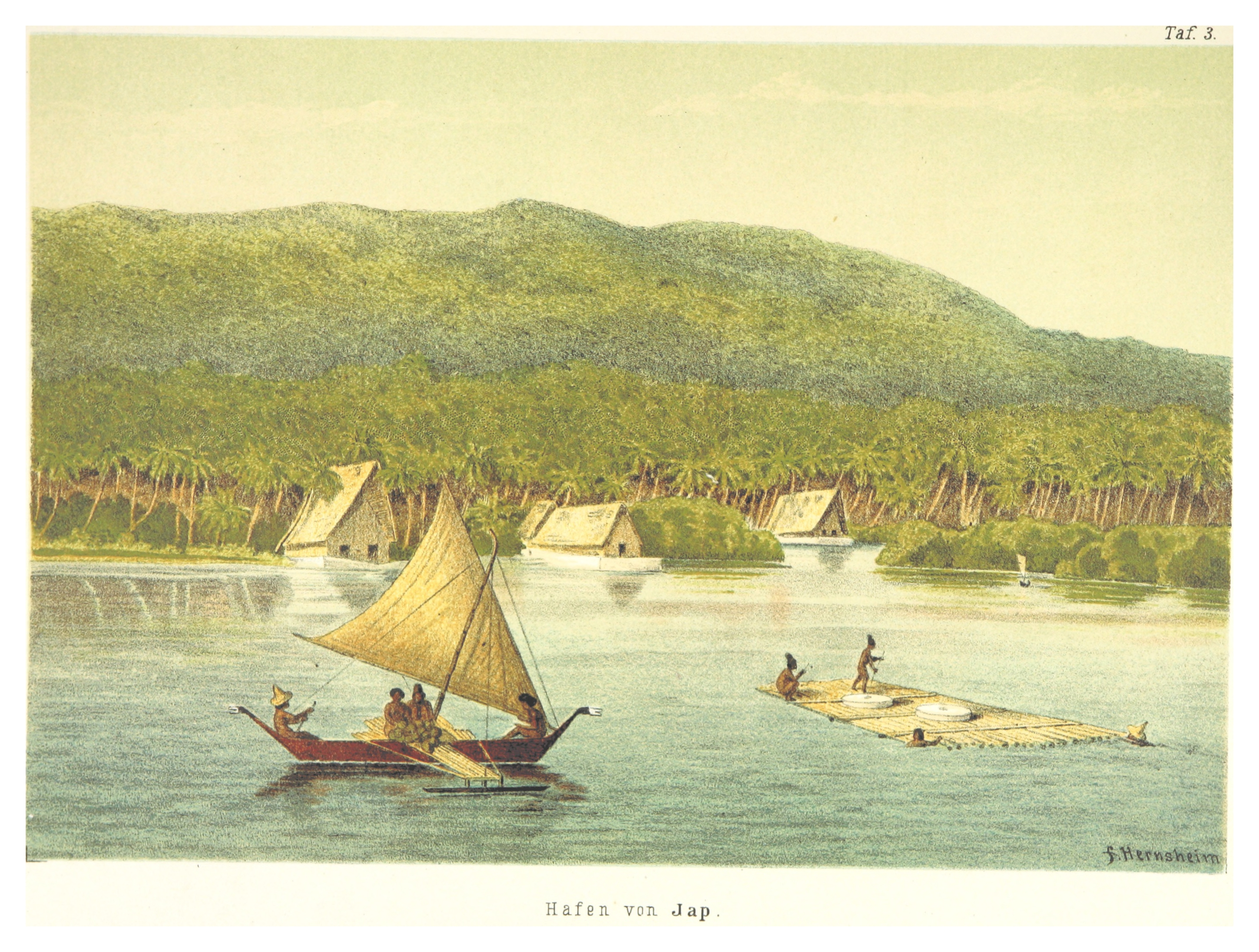
Перевезення кам'яних грошей япцями (1880)

Основа економіки островів Яп — обслуговування туристів. Основні традиційні заняття місцевих мешканців — рибальство, вирощування ямсу і таро, бананів, будівництво човнів, різьблення по дереву, плетіння вітрил, циновок, одягу. На Япі відкриті два комерційних банки — FSM Bank і Bank of Hawaii. Всі операції здійснюються в доларах США. Кредитні картки приймаються в більшості готелів, але в ресторанах і магазинах переважає готівковий розрахунок.
На островах нарівні з американським доларом в товарно-грошовому обміні беруть участь величезні кам'яні монети з круглим отвором посередині — Раї. Найбільші мають діаметр 3 метри, товщину 0,5 метра і важать 4 тонни. Вони використовуються в товарообмін серед місцевих мешканців — на них купують худобу і землю. Ритуальні обряди так само пов'язані з цими монетами — на них викуповують наречених. Кам'яні гроші зображені на гербі і прапорі Держави (штату) Яп, а також є символом Федеральних Штатів Мікронезії.

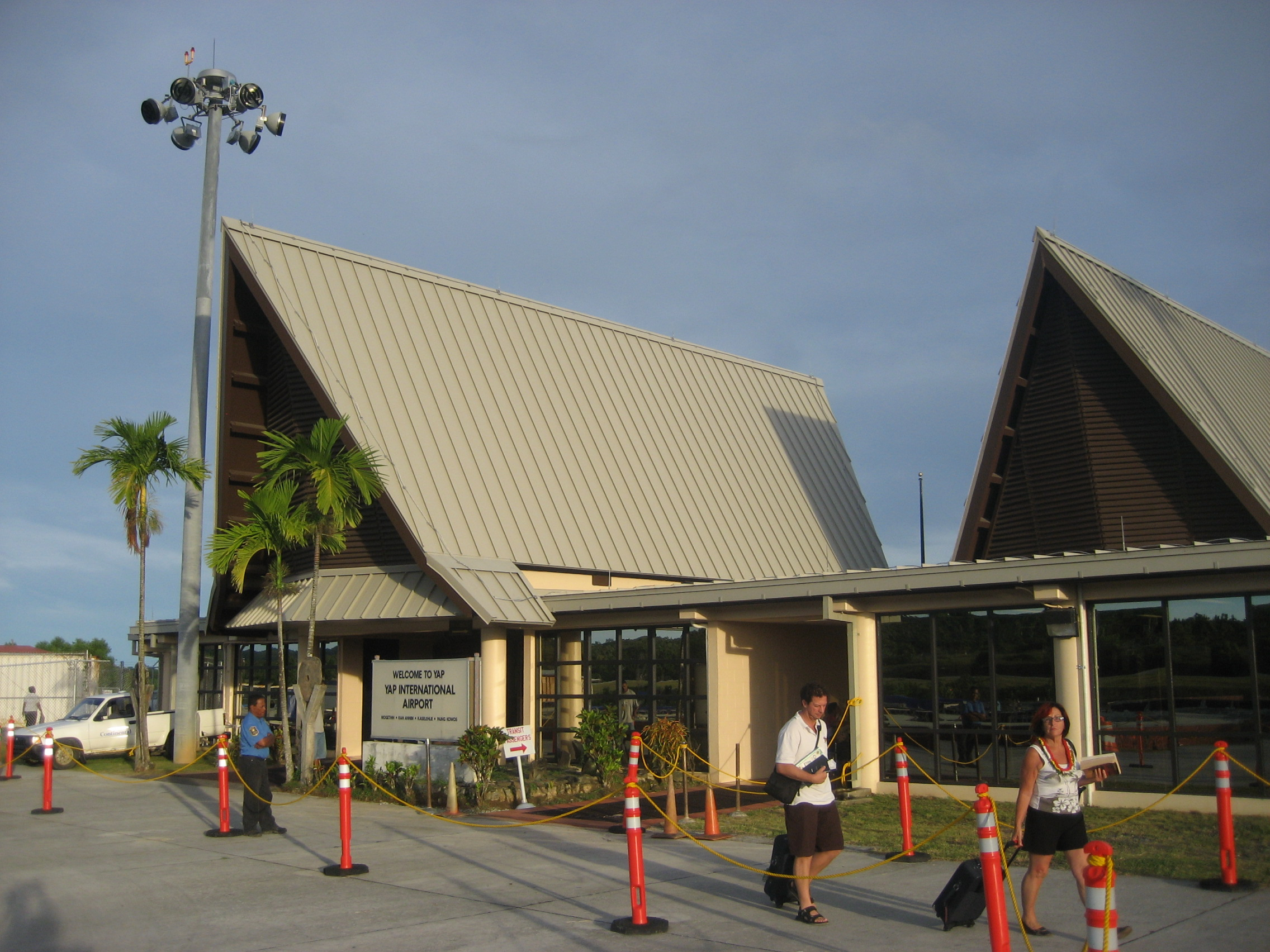
Аеропорт Яп

На о. Яп є міжнародний аеропорт Яп, що зв'язує острова з містом Корор на острові Гуам (Маріанські острови). Рейси виконує авіакомпанія Юнайтед Еїрлайнс (США)

### Туризм
Серед туристів популярність островів Яп трохи нижче, ніж у сусідніх Маріанських островів і Бора-Бора. Зв'язано це з тим, що потрапити на острови досить важко через відсутність на островах великого порту і нерегулярності авіасполучення. Найбільшою популярністю острови користуються серед дайверів, які приїжджають сюди поспостерігати за численними мантами. Чисельність мант, які мешкають біля островів, за даними семирічного дослідження, становила 54 особи.
У багатьох ресторанах поряд з звичними міжнародними стравами пропонують місцеві делікатеси з морепродуктів і свинини.

### Зв'язок
На островах Яп стільникового зв'язку немає, але існує досить непоганого рівня супутниковий зв'язок. У готелях і в пунктах міжнародного зв'язку, що працюють цілодобово і забезпечують комунікації за телефоном, факсом, телексом і електронній пошті, надається IDD, або прямий міжнародний доступ. Центральне поштове відділення Япа знаходиться в населеному пункті Колонія. Яп випускає власні поштові марки, барвисті і багато прикрашені, які мають великий попит на міжнародному філателістичному ринку.

### Митниця
Митні обмеження — на Яп заборонено ввезення будь-яких рослин, овочів та фруктів, тварин, будь-яких видів наркотиків та зброї. Не обкладаються ввізним митом дві пляшки алкогольних напоїв на людину.